# Kanzel (Boulogne-sur-Gesse)

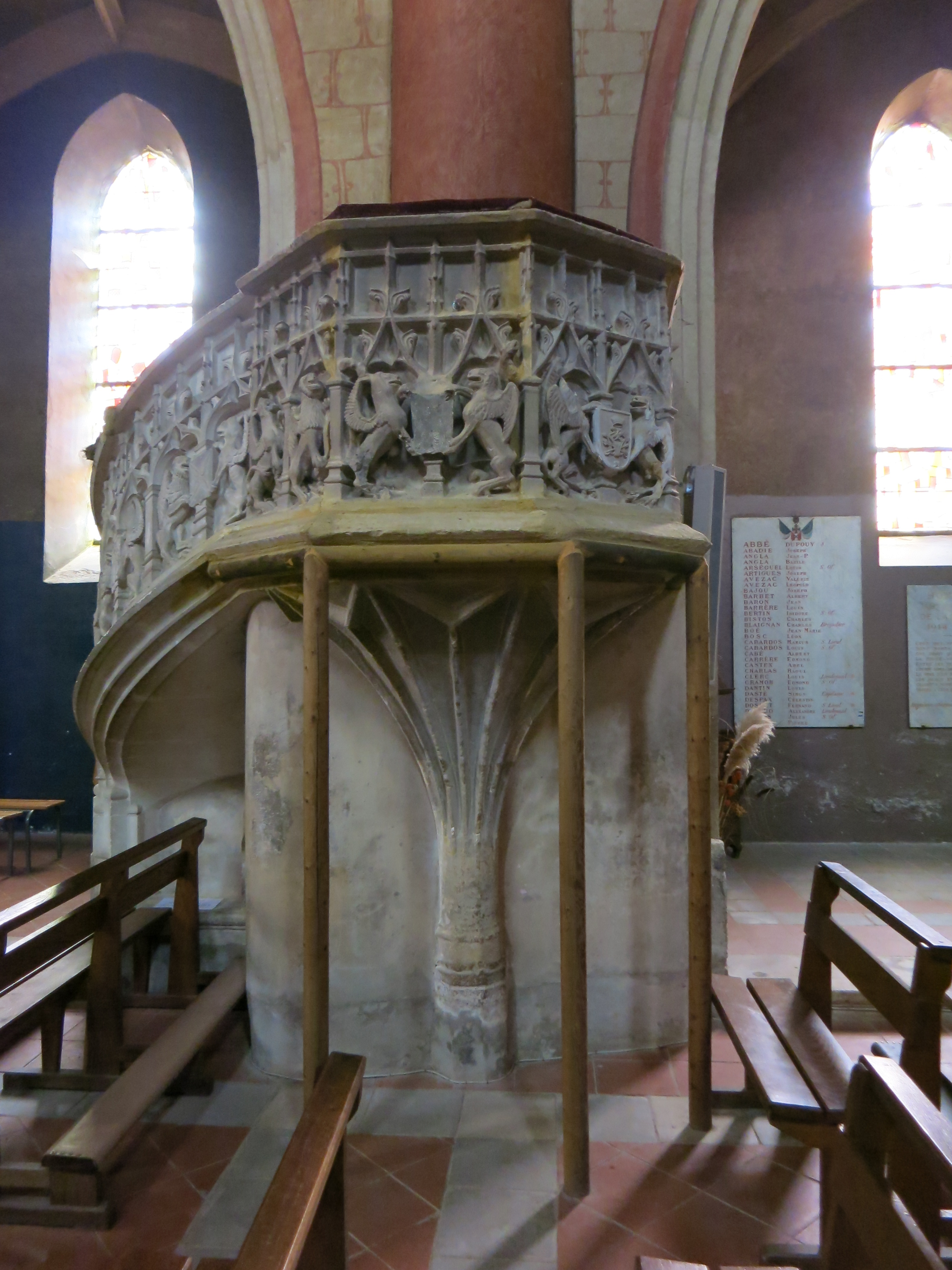
Kanzel in Boulogne-sur-Gesse

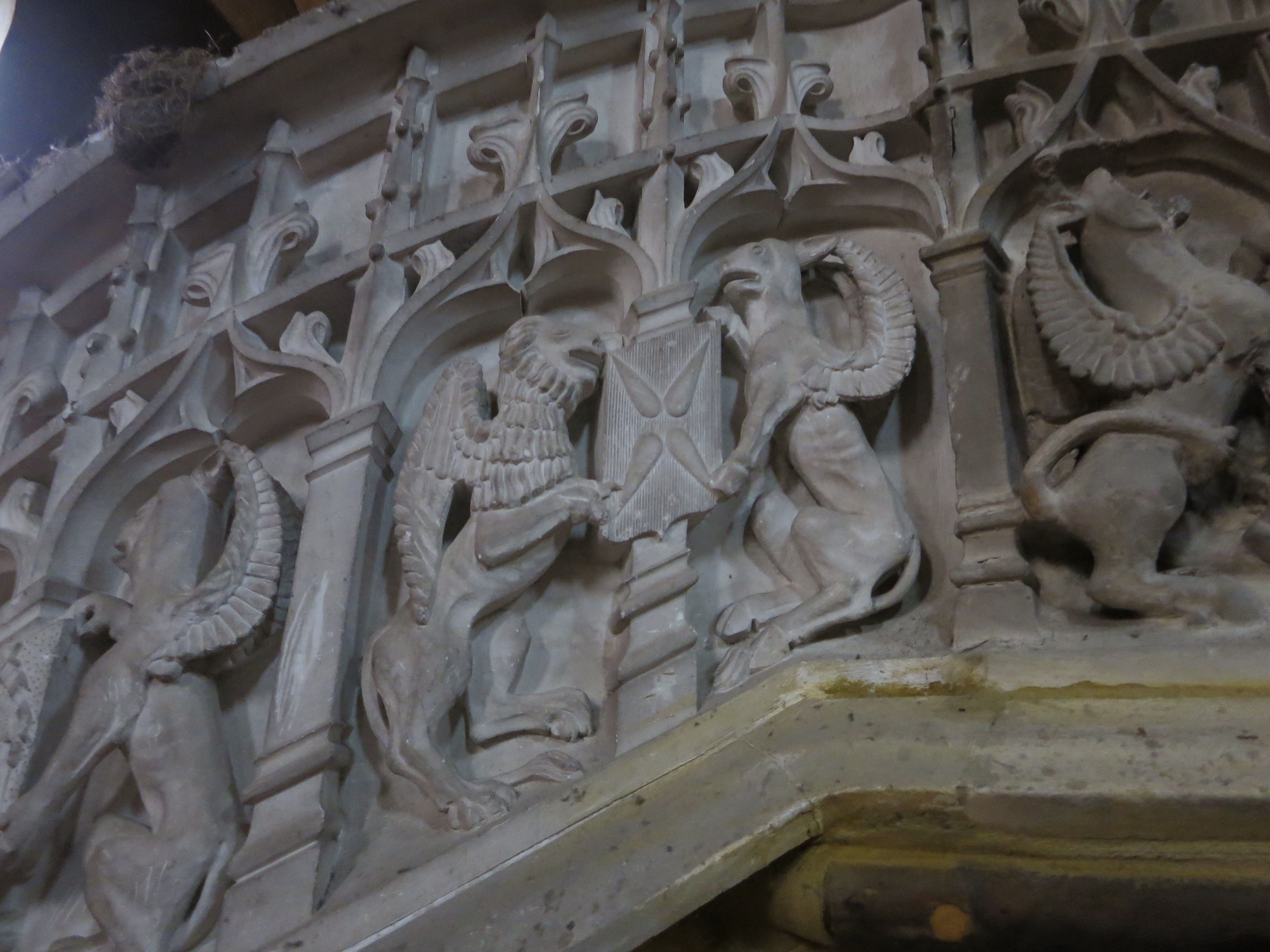
Chimären mit Wappen

Die Kanzel in der katholischen Kirche Ste-Marie in Boulogne-sur-Gesse, einer französischen Gemeinde im Département Haute-Garonne der Region Okzitanien, wurde im 16. Jahrhundert geschaffen. Im Jahr 1906 wurde die spätgotische Kanzel als Monument historique in die Liste der geschützten Objekte (Base Palissy) in Frankreich aufgenommen.
Die Kanzel aus Stein wurde vom Abt Bernard d’Ornesan (Abt von 1525 bis 1551) des Klosters Nizors gestiftet. Die Kanzel im Flamboyantstil ist am Kanzelkorb und am Aufgang mit Adlerköpfen und Chimären geschmückt, die jeweils zu zweit Wappen in ihren Klauen halten. Die Wappen wurden vermutlich während der Revolution bis zur Unkenntlichkeit beschädigt.